# Akcinė bendrovė
Die Akcinė bendrovė (AB; deutsch Aktiengesellschaft) ist eine Aktiengesellschaft nach litauischem Recht, an der sich andere juristische oder natürliche Personen mit einer Kapitaleinlage beteiligen. Die UAB gehört zu der Gruppe der Kapitalgesellschaften und ähnelt der deutschen GmbH oder der britischen Limited. Das Stammkapital beträgt mindestens 150.000 Litas und liegt damit höher als bei der Uždaroji akcinė bendrovė.
Die AB haftet für Verbindlichkeiten den Gläubigern gegenüber unbeschränkt mit ihrem gesamten Gesellschaftsvermögen. Die Gesellschafter können selbst hingegen nicht in Anspruch genommen werden (Trennungsprinzip).